# Catharina (kráter)

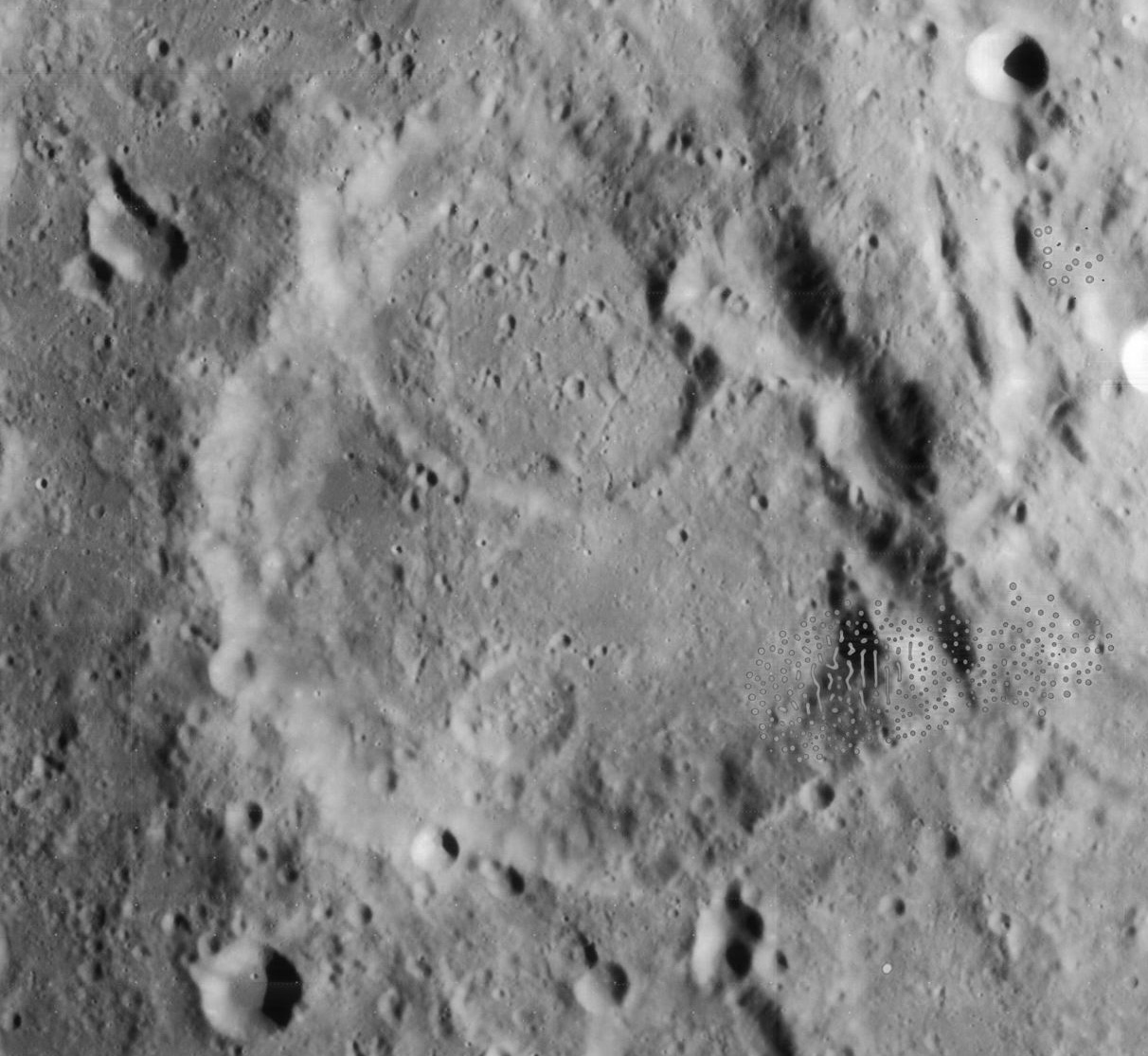

Catharina je starý měsíční impaktní kráter. Byl pojmenován po svaté Kateřině Alexandrijské. Leží v členité měsíční krajině mezi zlomem Rupes Altai na západě a Mare Nectaris na východě. Na severozápadě je kráter Tacitus a lávou zaplavený Beaumont leží na východě podél břehů Mare Nectaris. Na jihovýchodě leží kráter Polybius. 
S velkými krátery Cyrillus a Theophilus na severu tvoří Catharina prominentní seskupení, které je ohraničeno zlomem Rupes Altai. Existuje také výrazný rozdíl ve stáří těchto tří kráterů, které se zvyšuje ze severu na jih.